# Karl Storck
Karl Gustav Ludwig Storck (født 1873 i Dürmenach i Elsass, død 1920) var en tysk forfatter.
Storck studerede germanistik i Strasbourg og Berlin, blev journalist og redigerede Deutsche Zeitung, Tägliche Rundschau og tidsskriftet Der Türmer. Han har skrevet et par litteraturhistoriske arbejder: Deutsche Literaturgeschichte (1897, 3. oplag 1906) og Jung-Elsass in die Literatur, 
novellerne Die Elsässerin og Das Sontagskind samt romanen Am Walensee.